# Turček
Turček (deutsch Turz, ungarisch Turcsek) ist eine Gemeinde in der Mitte der Slowakei, mit 621 Einwohnern (Stand 31. Dezember 2024). Administrativ gehört sie zum Okres Turčianske Teplice, der wiederum zum Bezirk Žilinský kraj gehört.

## Geographie

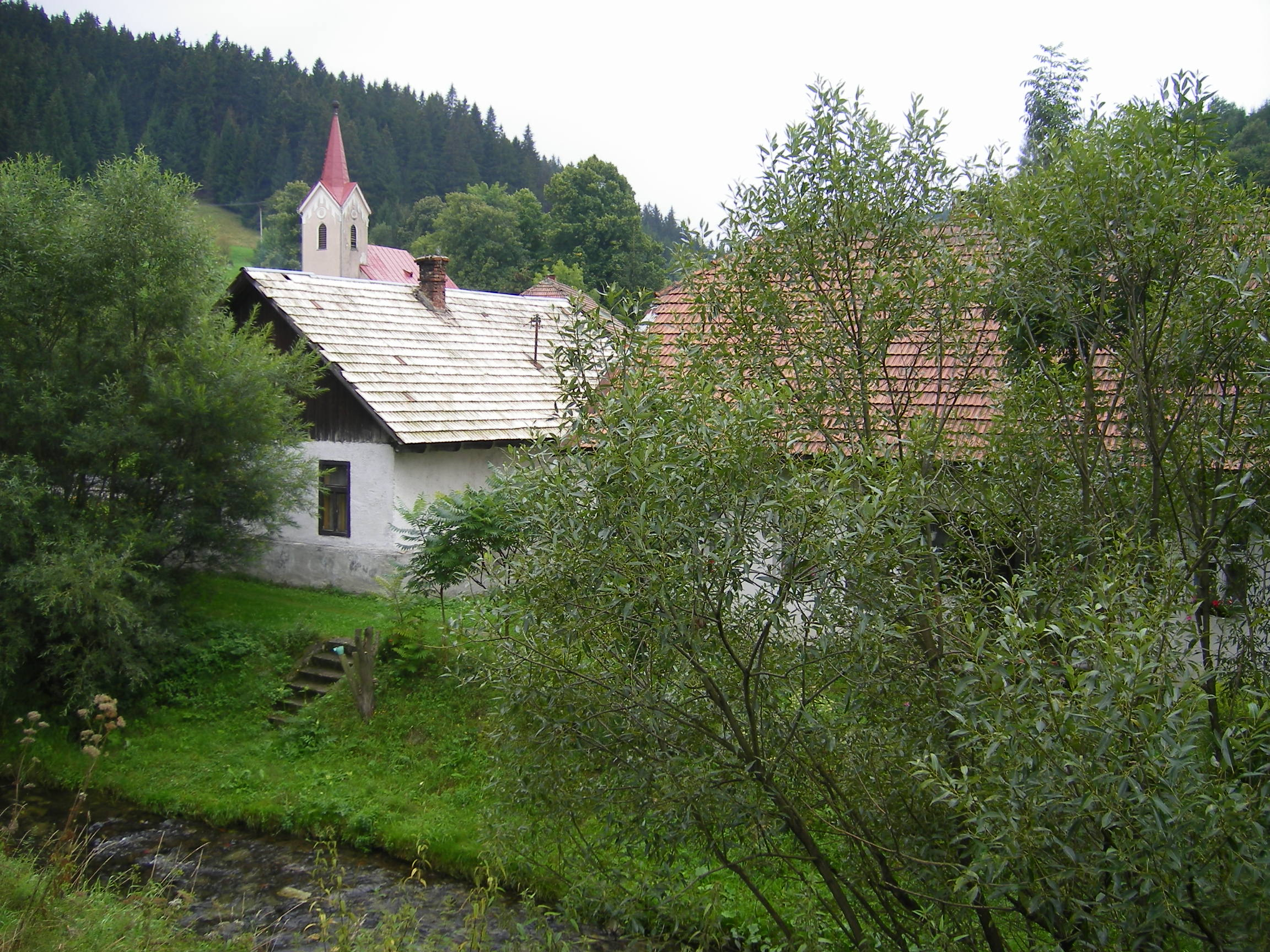
Kirche in Turček

Die Gemeinde liegt in den Kremnitzer Bergen am Fluss Turiec, der seinen Ursprung weiter östlich der Gemeinde hat. Oberhalb der Gemeinde befindet sich ein kleiner Stausee (vodná nádrž Turček), der hauptsächlich zur Wasserversorgung dient. Turček ist acht Kilometer von Kremnica und 12 Kilometer von Turčianske Teplice entfernt.
Verwaltungstechnisch gliedert sich die Gemeinde in die Gemeindeteile Dolný Turček und Horný Turček.

## Geschichte
Turček entstand 1951 durch Zusammenschluss der Orte Dolný Turček (deutsch Unter-Turz, ungarisch Alsóturcsek) und Horný Turček (deutsch Ober-Turz, ungarisch Felsőturcsek).
Der Ort entstand durch die deutsche Kolonisierung des Gebietes im 14. Jahrhundert und wurde von der Stadt Kremnitz gegründet. 1371 wird Thurczia Inferior (Unter-Turz) mit seinen zwei Bergwerkmühlen erwähnt, 1442 werden beide Ortsteile erwähnt. Ursprünglich gehörte das Land verschiedenen Junkern des Komitates Turz. Nach inneren Streitigkeiten wurde das Herrschaftsgut 1400 einem Kremnitzer Bürger verkauft. So begannen langjährige Streitereien zwischen der Stadt Kremnitz (die im Komitat Barsch lag und zudem eine königliche Freistadt war) und Junkern von Mútna und Čepčín und später der Familie Vladár. Letztendlich wurden die Orte der Stadt Kremnitz zugesprochen und von der Jurisdiktion des Komitats Turz ausgenommen. Erst 1848 kehrten sie zum Komitat Turz zurück.
Die Bevölkerung arbeitete für Bergwerke in Kremnitz und war in der Holzkohlebrennerei sowie der Forstwirtschaft tätig. Zudem gab es bis ins Jahr 1945 eine Säge.
Die bis 1918 im Königreich Ungarn liegenden Orte kamen danach zur Tschechoslowakei. Während des Zweiten Weltkrieges wurden 182 Opfer eines von der deutschen Gestapo verübten Massakers in einem Massengrab beerdigt. Nach dem Zweiten Weltkrieg wurden die meisten deutschen Einwohner zwangsgeräumt und durch Slowaken von Polen und Rumänien ersetzt.

## Bevölkerung
| Jahr                | 1994 | 2004    | 2014    | 2024    |
| ------------------- | ---- | ------- | ------- | ------- |
| Anzahl der Personen | 678  | 694     | 648     | 621     |
| Unterschied         |      | +2,35 % | −6,62 % | −4,16 % |

| Jahr                | 2023 | 2024    |
| ------------------- | ---- | ------- |
| Anzahl der Personen | 631  | 621     |
| Unterschied         |      | −1,58 % |

Laut Volkszählung 2001 waren von damaligen 716 Einwohnern 84,2 % Slowaken, daneben gab es noch Reste der deutschen Bevölkerung mit 13 %. Nach Konfession war die römisch-katholische Kirche am ersten Platz mit 78,1 %, gefolgt von Evangelisten und Atheisten mit jeweils 8,7 %.